# 和田拓也 (サッカー選手)
和田 拓也（わだ たくや、1990年7月28日 - ）は、神奈川県藤沢市出身のプロサッカー選手。Jリーグ・RB大宮アルディージャ所属。ポジションはディフェンダー（右サイドバック）、ミッドフィールダー（セントラルミッドフィールダー）。

## 来歴

### プロ入り前
中学生年代から東京ヴェルディの下部組織に所属。2005年にはクラブユース選手権U-15ベスト4。また、U-15日本代表にも選出された。ヴェルディユースに昇格後も1年生ながらベンチ入り、更にはスタメン出場も果たすなど順調に活躍し期待を寄せられた（チームは、高円宮杯U-18ベスト8）。しかし、2年時には出場機会が減少。シーズン半ばからはベンチにも入れない日々が続き和田にとっては苦難の1年となった。それでも3年になってからは主戦場をそれまでの中盤からサイドバックに変えて試合に出場するようになる。

### 東京ヴェルディ
右サイドも左サイドも高いレベルでこなせるその実力がトップチームからも注目されるようになり、この年トップチームへの昇格が決定。2008年は怪我で出場できなかった試合を除きほぼ全ての試合に出場し、チームもタイトルこそ獲得出来なかったものの、クラブユース選手権U-18ベスト4、高円宮杯U-18ベスト8、Jユースカップベスト4と、3大タイトル全てでベスト8以上という安定した結果を残した。
2009年、トップチームに合流するとその才能を高木琢也監督に見い出され、昇格1年目ながら右サイドバックとして開幕スタメン出場を果たした。
結局2009年は出場機会5試合に留まったものの、2010年は新たに就任した川勝良一監督によりボランチで起用される機会も増えるなど更なる成長を見せ、2011年は再びサイドバックのレギュラーとして大きく飛躍。U-23日本代表にも招集されるなど、これからのクラブを背負う存在として期待されていたが、ヴェルディの経営難から育成金収入を得るためにクラブ側が放出を決断し、2013年はAFCチャンピオンズリーグに出場するベガルタ仙台に完全移籍した。

### ベガルタ仙台
仙台では、ボランチとサイドバックの両方が出来る事を評価され、チーム事情もあって左サイドバックのレギュラー候補として期待された。同年の開幕戦にはスタメン出場を果たすも、その後はベンチ外の試合も多くなるなど、リーグ戦4試合230分、ACL4試合の出場に留まった。

### 大宮アルディージャ
同年8月11日、「ボランチとして勝負したかった」という本人の意向もあり、和田をボランチとして評価していた大宮アルディージャへの完全移籍が発表された。

### サンフレッチェ広島
2018年よりサンフレッチェ広島に完全移籍で加入。3月10日、第3節の鹿島アントラーズ戦で移籍後初得点を決めて勝利に貢献した。
シーズンを通して右サイドバックとして活躍。2019年はフォーメーションが4-4-2から3-6-1に変更。自身も主戦場をボランチに移したが、若手の台頭などもあり、出場機会を減らした。

### 横浜F・マリノス
2019年3月22日、横浜F・マリノスへの期限付き移籍が発表された。サイドバックとして出場機会を得ていたが、6月29日のJ1第17節FC東京戦の後から出番を失っていた。12月7日のJ1第34節FC東京戦で、扇原貴宏の警告累積による出場停止を受けボランチに起用され、効果的な動きとパスを見せて1点目と2点目に関与し優勝に貢献した。
2020年シーズンからは完全移籍に移行。2020年はチーム状況や前年の実績から、登録上はDFのまま主戦場をボランチに移した。

### 横浜FC
2022年、横浜FCに完全移籍。
2023年2月24日のJ1第2節・湘南ベルマーレ戦のスコア1-1で迎えた前半23分、自陣左サイドでボールを受けるとサイドチェンジを選択。しかしボールが大きく自陣ゴール方向へシュート回転し、ビルドアップ参加のためにゴールから離れたポジションを取っていたGK永井堅梧も戻り切れず、そのままオウンゴールとなった。この一連の流れはSNSや一部海外メディアからの反響を呼んだ。

### 大宮アルディージャ復帰
2024年7月16日、大宮アルディージャに完全移籍で加入。7年ぶりの復帰となった。
第30節相模原戦で復帰後初ゴールとなるコントロールシュートを決めた。2015年以来9年ぶりの大宮での得点となった。

## 所属クラブ
- 明治SSS（藤沢市立明治小学校）
- 2003年 - 2005年 ヴェルディジュニアユース（藤沢市立羽鳥中学校）
- 2006年 - 2008年 東京ヴェルディユース（神奈川県立藤沢西高等学校）
- 2009年 - 2012年 東京ヴェルディ
- 2013年 - 同年8月 ベガルタ仙台
- 2013年8月 - 2017年 大宮アルディージャ
- 2018年 - 2019年 サンフレッチェ広島
  - 2019年3月 - 同年12月 横浜F・マリノス（期限付き移籍）
- 2020年 - 2021年 横浜F・マリノス
- 2022年 - 2024年7月 横浜FC
- 2024年7月 - 大宮アルディージャ / RB大宮アルディージャ

## 個人成績
| 国内大会個人成績 | 国内大会個人成績 | 国内大会個人成績 | 国内大会個人成績 | 国内大会個人成績 | 国内大会個人成績 | 国内大会個人成績 | 国内大会個人成績 | 国内大会個人成績 | 国内大会個人成績 | 国内大会個人成績 | 国内大会個人成績 |
| 年度             | クラブ           | 背番号           | リーグ           | リーグ戦         | リーグ戦         | リーグ杯         | リーグ杯         | オープン杯       | オープン杯       | 期間通算         | 期間通算         |
| 年度             | クラブ           | 背番号           | リーグ           | 出場             | 得点             | 出場             | 得点             | 出場             | 得点             | 出場             | 得点             |
| 日本             | 日本             | 日本             | 日本             | リーグ戦         | リーグ戦         | リーグ杯         | リーグ杯         | 天皇杯           | 天皇杯           | 期間通算         | 期間通算         |
| ---------------- | ---------------- | ---------------- | ---------------- | ---------------- | ---------------- | ---------------- | ---------------- | ---------------- | ---------------- | ---------------- | ---------------- |
| 2009             | 東京V            | 29               | J2               | 5                | 0                | -                | -                | 0                | 0                | 5                | 0                |
| 2010             | 東京V            | 22               | J2               | 10               | 0                | -                | -                | 0                | 0                | 10               | 0                |
| 2011             | 東京V            | 22               | J2               | 20               | 0                | -                | -                | 1                | 0                | 21               | 0                |
| 2012             | 東京V            | 22               | J2               | 39               | 0                | -                | -                | 2                | 0                | 41               | 0                |
| 2013             | 仙台             | 20               | J1               | 4                | 0                | 0                | 0                | -                | -                | 4                | 0                |
| 2013             | 大宮             | 20               | J1               | 9                | 0                | -                | -                | 2                | 0                | 11               | 0                |
| 2014             | 大宮             | 22               | J1               | 20               | 0                | 3                | 0                | 2                | 0                | 25               | 0                |
| 2015             | 大宮             | 22               | J2               | 34               | 2                | -                | -                | 2                | 0                | 36               | 2                |
| 2016             | 大宮             | 22               | J1               | 21               | 0                | 6                | 0                | 0                | 0                | 27               | 0                |
| 2017             | 大宮             | 22               | J1               | 25               | 0                | 0                | 0                | 0                | 0                | 25               | 0                |
| 2018             | 広島             | 33               | J1               | 33               | 2                | 0                | 0                | 1                | 0                | 34               | 2                |
| 2019             | 広島             | 33               | J1               | 0                | 0                | -                | -                | -                | -                | 0                | 0                |
| 2019             | 横浜FM           | 33               | J1               | 10               | 0                | 3                | 0                | 3                | 0                | 16               | 0                |
| 2020             | 横浜FM           | 33               | J1               | 14               | 0                | 0                | 0                | -                | -                | 14               | 0                |
| 2021             | 横浜FM           | 33               | J1               | 10               | 1                | 5                | 1                | 1                | 0                | 16               | 2                |
| 2022             | 横浜FC           | 6                | J2               | 35               | 1                | -                | -                | 1                | 0                | 36               | 1                |
| 2023             | 横浜FC           | 6                | J1               | 17               | 0                | 2                | 0                | 2                | 0                | 21               | 0                |
| 2024             | 横浜FC           | 6                | J2               | 21               | 0                | 2                | 0                | 2                | 0                | 25               | 0                |
| 2024             | 大宮             | 33               | J3               | 15               | 2                | -                | -                | -                | -                | 15               | 2                |
| 2025             | 大宮             | 33               | J2               |                  |                  |                  |                  |                  |                  |                  |                  |
| 通算             | 日本             | 日本             | J1               | 163              | 3                | 19               | 1                | 11               | 0                | 193              | 4                |
| 通算             | 日本             | 日本             | J2               | 164              | 3                | 2                | 0                | 8                | 0                | 174              | 3                |
| 通算             | 日本             | 日本             | J3               | 15               | 2                | -                | -                | -                | -                | 15               | 2                |
| 総通算           | 総通算           | 総通算           | 総通算           | 342              | 8                | 21               | 1                | 19               | 0                | 382              | 9                |

- Jリーグ初出場 - 2009年3月7日 J2第1節 徳島ヴォルティス戦（鳴門・大塚スポーツパークポカリスエットスタジアム）
- Jリーグ初得点 - 2015年7月8日 J2第22節 コンサドーレ札幌戦（札幌ドーム）

| 国際大会個人成績 | 国際大会個人成績 | 国際大会個人成績 | 国際大会個人成績 | 国際大会個人成績 |
| 年度             | クラブ           | 背番号           | 出場             | 得点             |
| AFC              | AFC              | AFC              | ACL              | ACL              |
| ---------------- | ---------------- | ---------------- | ---------------- | ---------------- |
| 2013             | 仙台             | 20               | 4                | 0                |
| 2019             | 広島             | 33               | 2                | 0                |
| 2020             | 横浜FM           | 33               | 6                | 0                |
| 通算             | AFC              | AFC              | 12               | 0                |

## 代表歴
- 2005年
  - U-15日本代表
- 2011年
  - U-22日本代表

## タイトル
大宮アルディージャ
- J2リーグ（2015年）
- J3リーグ（2024年）

横浜F・マリノス
- J1リーグ（2019年）